# Flughafen Boulder City Municipal

i7
i11
i13
Der Boulder City Municipal Airport (IATA-Code: BLD, ICAO-Code: KBVU, FAA-LID: BVU) ist ein öffentlicher Flughafen, 2 km südwestlich von Boulder City im Clark County, Nevada in den Vereinigten Staaten.

## Flughafendaten
Er hat zwei Asphaltpisten: eine mit 1555 m Länge und 23 m Breite und eine mit 1174 m Länge und 23 m Breite. Die Fläche des Flughafens beträgt 214 ha. Die Seehöhe beträgt 671 m.

## Geschichte
Der Boulder City Municipal Airport wurde im August 1990 eröffnet. Er ersetzte den Boulder City Airport, der von 1933 bis in die 1980er Jahre in Betrieb war. Der vorherige Flughafen befand sich nördlich des aktuellen Flughafens, viel näher an der U.S. Route 93. Am 19. März 2009 wurde das Boulder City Aerocenter, ein neues 2800 m² großes Terminal, für Papillon Grand Canyon Helicopters, Grand Canyon Airlines und Grand Canyon Scenic Airlines, eröffnet.
Grand Canyon Airlines hat hier ihre Hauptbasis und ist die wichtigste Fluggesellschaft für den Flughafen.

## Flugbetrieb
Im Jahre 2022 wurden 63.243 Passagiere befördert. Im  Jahr 2022 fanden 44.521 Flugbewegungen statt, davon 5.986 lokale Bewegungen, 14.003 Zwischenlandungen, 24.432 Air-Taxi-Flüge und 100 militärische Flüge statt. In diesem Jahr waren hier 198 einmotorige und 22 zweimotorige Flugzeuge sowie 32 Hubschrauber stationiert.